# Francisco Javier García Fajer
Francisco Javier García Fajer, llamado el Españoleto (Nalda, La Rioja, 2 de diciembre de 1730 – Zaragoza, 26 de febrero de 1809), fue un compositor de música español.

## Etapa italiana
Se trasladó de muy joven a Zaragoza, siendo alumno del Colegio de Infantes de la Seo. Terminada la educación primaria, se traslada a Nápoles para continuar sus estudios de música en el Conservatorio della Pietà dei Turchini, según afirma Latassa, pero el dato no es seguro. Alfred Loewenberg lo sitúa en Italia en el círculo de Rinaldo di Capua, conocido compositor de ópera buffa en la época.
Existen documentos que lo sitúan como maestro de capilla en la catedral de Terni (Umbría) en 1752, ciudad en la que compone tres intermezzi, La finta schiava (Roma, 1754), La pupilla (Roma, 1755) y Lo scultore deluso (Roma, 1756), y una seria, Pompeo Magno in Armenia, estrenada en Roma en 1755. La música de La pupilla y de Lo scultore deluso se ha perdido, quedando los libretos y una obertura localizada por Juan José Carreras en Upsala, probablemente de uno de estos intermezzi. Loewenberg localizó en el King´s Library del British Museum en Londres dos arias de la La finta schiava y en 2005 Paolo V. Montanari descubrió la música completa en la Biblioteca Estense de Módena (Italia). La ópera seria Pompeo Magno in Armenia es conservada en la Biblioteca do Palacio Nacional da Ajuda de Lisboa y hay la partitura de una escena de la ópera en la Biblioteca Palatina de Parma (Italia).
También en su época romana compuso dos oratorios, Il Tobía (1752), y La Susanna (1754), del primero, que pertenece al tipo llamado idílico, se conservan las partituras en el Archivio del Oratorio dei Filippini de Roma y en la Gesellschaft der Musikfreunde de Viena, mientras que del segundo se han perdido; ambos se encuadran dentro del estilo galante de la época. Ya en Zaragoza, entre 1757 y 1787, siendo maestro de capilla de La Seo, compuso más de una docena de oratorios dedicados a San Dominguito de Val cuya música se ha perdido y de los que sólo quedan los libretos.
Estrenó sus obras en ciudades como Bolonia (1756), Bonn (1767), Florencia (1760) y Mannheim (1758).

## Etapa española
En 1756, a pesar de su buen momento en Italia, consigue el puesto de maestro de capilla de La Seo, en Zaragoza, y abandona Italia. Como responsable de superintendente de las capillas de música de ambas catedrales zaragozanas, se encargó de mejorar su situación. Se quedará en Zaragoza hasta su muerte en 1809, probablemente como consecuencia de la peste, contraída posiblemente de los enfermos que visitaba sin tener en cuenta su propia avanzada edad.
Fueron alumnos suyos Vicente Palacios, Mariano Rodríguez de Ledesma y Ramón Cuéllar.

### Composiciones en Zaragoza
En Zaragoza se dedicará a componer principalmente obras litúrgicas en latín, pero también otras muchas arias al Santísimo en castellano. Compuso gran cantidad de arias para solista y salves y lamentaciones para doble coro, solista y orquesta. En general, se le sitúa dentro de la escuela napolitana, en la generación posterior a Domènec Terradellas y David Pérez.
El Españoleto influyó con su prestigio de forma decidida en la modernización de la música litúrgica del siglo XVIII: los archivos catedralicios de muchas catedrales españolas (en El Escorial existen 16 obras suyas y en el archivo de la Catedral de Huesca se halla su Salmo de Tercia) y de América poseen obras suyas. Así por ejemplo la catedral de Málaga le solicitó información sobre las nuevas formas compositivas.

## Crítica posterior
La crítica posterior no ha sido clemente con la obra del Españoleto. El musicólogo belga François J. Fétis, que alaba la obra de García, es la excepción. Otros musicólogos, como los españoles Rafael Mitjana e Higinio Anglés, opinan que la música es «banal y vulgar» o que «su actividad fue desastrosa para la música religiosa de Aragón, dado que tuvo fuerza más que suficiente para italianizarlo todo y acabar con aquella práctica venerada de la tradición clásica española». No obstante, en los últimos decenios se han publicado varios trabajos, especialmente los de Álvaro Torrente, en los que se demuestra que esas críticas fueron realizadas sin conocer apenas la música de García Fajer y que la supuesta italianización de la música española no sucedió tal como Mitjana y Anglés decían.